# Stosunki polsko-brazylijskie
Stosunki polsko-brazylijskie obejmują kontakty polityczne oraz współpracę w sferze gospodarki, kultury i nauki. Istotnym czynnikiem dla dwustronnych relacji jest obecność Polonii brazylijskiej.
Początki kontaktów polsko-brazylijskich wiążą się w emigracją Polaków do Brazylii w drugiej połowie XIX wieku, w wyniku czego powstały istniejące do dziś społeczności polonijne. Podczas I wojny światowej Brazylia przychylnie odnosiła się do restytucji państwa polskiego. Stosunki dyplomatyczne między oboma krajami nawiązano w 1920 roku. W okresie międzywojennym w Rio de Janeiro funkcjonowało poselstwo polskie w Rio de Janeiro. Ponadto istniały polskie placówki konsularne w Kurytybie, Porto Alegre i São Paulo. Z kolei Brazylia otworzyła, obok poselstwa w Warszawie, konsulaty w Warszawie i Gdyni.

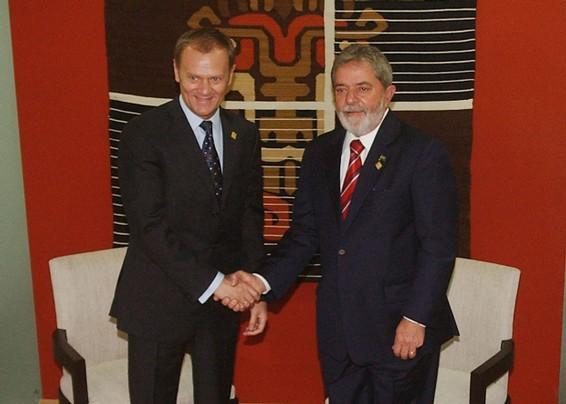
Spotkanie premiera Polski Donalda Tuska i prezydenta Brazylii Luiza Lula da Silvy, 2008

W okresie III Rzeczypospolitej kilkakrotnie miały miejsce wizyty i spotkania najważniejszych polityków obu krajów. Wizytę w Brazylii złożyli m.in. prezydent Lech Wałęsa (1995), premier Jerzy Buzek (2000), marszałek Maciej Płażyński (2000) oraz minister spraw zagranicznych Jacek Czaputowicz (2019). Ze strony brazylijskiej wizyty w Polsce składali m.in. prezydent Fernando Henrique Cardoso (2002) i wiceprezydent Michel Temer (2015). W 2008 roku na marginesie szczytu państw Unii Europejskiej oraz Ameryki Łacińskiej i Karaibów doszło do spotkania prezydenta Luiza Inácio Lula da Silvy z premierem Donaldem Tuskiem.
W 2024 roku wartość obrotów handlowych między oboma krajami (według polskich danych) wyniosła ponad 4,2 mld USD z saldem dodatnim po stronie Brazylii. Polski eksport osiągnął wartość prawie 950 mln USD (największą grupę towarów stanowiły maszyny i urządzenia).
Współpraca polsko-brazylijska odnosi się także do sfery nauki i kultury, czego podstawę stanowią: umowa o współpracy kulturalnej (1991) oraz umowa o współpracy w dziedzinie nauki i techniki (1996). Na podstawie podpisanej w 2015 roku umowy między polskim Instytutem Lotnictwa a Uniwersytetem Federalnym w Brasílii powstało Centrum Doskonałości Wysokich Technologii Lotniczych i Kosmicznych. Ponadto nawiązane zostały kontakty między polskimi i brazylijskimi uczelniami wyższymi. W 2024 roku w wyniku współpracy Katolickiego Uniwersytetu Lubelskiego i Papieskiego Uniwersytetu Katolickiego w Rio Grande do Sul powstało Centrum Badań nad Kulturą Polską im. Jana Pawła II w Porto Alegre.